# エビス大黒舎
株式会社エビス大黒舎（えびすだいこくしゃ）は、日本の芸能事務所。所在地は、東京都港区西麻布。

## 基本理念
「俳優であると同時に社会の一員としての人間育成を基本理念とし、
俳優として人々に勇気や感動を与える為に、それぞれが何をすべきか考え、
常に自らに磨きをかけ、外面及び内面の長所を伸ばし皆様に喜ばれ、
社会に夢と希望を与えるプロフェッショナルな俳優の育成をモットーにしております。」

## 所属俳優

### 男性俳優
- 荒川流（拘束ピエロ）
- 中村僚志
- 緒川尊
- 永山竜弥
- 荒木貴裕
- 渡邊衛
- 筑波竜一（温泉ドラゴン）
- 高崎二郎
- フジキマコト
- 屋根真樹
- 桑原おさむ
- 神戸誠治
- 柳東士
- 高橋浩二朗
- 奈良健志
- 南原健朗
- 好光孝
- 原元太仁
- 銀次郎

### 女性俳優
- 廣田朋菜
- 國武綾
- 村松えり
- 浅倉いづみ
- 東佳代子

### Team Ebisu
- 永峯海大
- 日下部一郎
- 生沼勇
- 炭田洋輔
- 岡田華奈
- 遠藤康
- 西村真城
- 白石勇
- 松本タカシ

### 業務提携
- 三原康可
- 中原和敏

## 過去の所属俳優
- 奥野瑛太[1]
- 染谷将太[1]
- 松山愛里[1]
- 笠井しげ[2]
- 佐野元哉[3]
- 岩手太郎[3]
- 史朗[3]
- 安保由夫（在籍中に死去）[3]
- 青戸昭憲[3]
- 有希九美
- 網川凛
- 佐藤翔
- 阪本篤[4][3]
- 山田篤史
- 今井紫普
- 矢島理佐
- 青山金太郎
- 岡野さくら
- 上川雄介

## エビ大塾
エビス大黒舎が直営する、俳優養成所。
年数回、書類選考の上でオーディションを実施している。
通常はオーディション選考後に塾生期間二年間のエビ大塾入学となるが、実力次第では即所属契約・準所属契約となる場合もある。
授業は常に現場を意識した内容となっており、演技の基礎や映画監督・演出家を招いた芝居稽古まで、より実践現場に近いカリキュラムを実施している。
現在所属している、國武綾は、エビ大塾出身の俳優である。